# L'anell dels Nibelungs
L'anell del Nibelung (originalment en alemany; Der Ring des Nibelungen) és una sèrie de quatre drames musicals èpics basats lliurement en figures i elements de la mitologia germànica, particularment de les sagues islandeses, en particular la Saga dels volsungs, i només parcialment en el Nibelungenlied (només la primera part del poema, usada en Götterdämmerung). Sovint és denominat El Cicle de l'Anell, L'Anell wagnerià, la Tetralogia o simplement L'Anell. Richard Wagner és l'autor tant del llibret com de la música, els quals va escriure i compondre al llarg de vint-i-sis anys, des de 1849 a 1874.
Les quatre òperes del cicle de l'Anell són:
- Das Rheingold (L'or del Rin)
- Die Walküre (La valquíria)
- Siegfried (Sigfrid)
- Götterdämmerung (El crepuscle dels déus)

## Tema
L'Anell és una obra d'extraordinària escala i abast. Potser la faceta més evident d'aquesta obra monumental siga la seua durada: una representació completa del cicle requereix quatre representacions, amb una durada total del voltant de 15 hores, depenent del ritme que marque el director. La primera i més curta de les quatre òperes, Das Rheingold, té una durada mitjana de dues hores i mitja, mentre que la darrera i més llarga de les quatre, Götterdämmerung, requereix més de cinc hores de representació.
L'estructura del cicle es basa en l'antic teatre grec, que solia presentar tres tragèdies i una sàtira. L'Anell pròpiament dit comença amb Die Walküre i conclou amb Götterdämmerung, sent Rheingold un preludi. Wagner va qualificar Das Rheingold de "Vetlada Preliminar", i Die Walküre, Siegfried i Götterdämmerung van ser subtitulats Primera Jornada, Segona Jornada i Tercera Jornada, respectivament, de la trilogia pròpiament dita.
El tema de l'obra és èpic. Tracta sobre les baralles i enfrontaments dels déus, herois, i diverses criatures mítiques, al voltant de la possessió del màgic Anell que atorga el poder de dominar el món sencer. El drama i la intriga s'estén al llarg de tres generacions dels protagonistes, fins al cataclisme còsmic del final de Götterdämmerung.
La música de l'Anell posseeix una densa i rica textura, creixent en profunditat amb l'avanç del cicle. Wagner va compondre per a una orquestra de proporcions gegantines, incloent-hi una secció de metalls ampliada amb nous instruments com la tuba wagneriana, trompeta baixa i trombó contrabaix. Wagner també va projectar la construcció d'un teatre destinat a acollir les representacions del cicle (el Festspielhaus de Bayreuth) que li havia costat més d'un quart de segle de la seua vida. El teatre té un escenari especial que permet acompassar el volum de l'enorme orquestra amb el de les veus dels cantants, permetent que aquests últims canten amb el seu volum natural. El resultat és que els cantants no han d'esgotar-se físicament durant les llargues representacions. L'acústica d'aquest teatre es troba entre les millors del món. En altres teatres, els cantants troben sovint dificultats per trobar un equilibri entre veu i orquestra.

## Argument

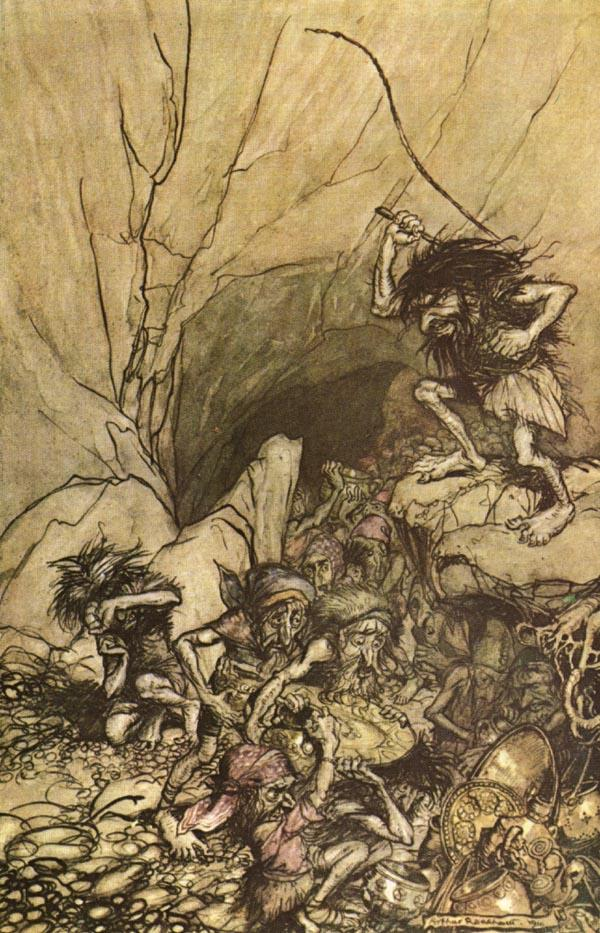
El nan Alberich i els nibelungs arrossegant el tresor

L'argument gira al voltant d'un anell màgic que atorga el poder de dominar el món, forjat pel nan nibelung Alberich usant l'or robat del fons del riu Rin. Diversos personatges mítics lluiten per la possessió de l'anell, incloent-hi Wotan (Odin), el cap dels déus. Les intrigues de Wotan, a través de generacions, per a intentar vèncer les seues pròpies limitacions, proporcionen la línia argumental principal. L'heroi Sigfrid aconsegueix l'anell, tal com Wotan volia, però és finalment traït i assassinat. Finalment, la valquíria Brünnhilde, amant de Sigfrid i filla rebutjada per Wotan, torna l'anell al Rin. Els déus són destruïts.
Per a un argument detallat, consulteu cadascuna de les òperes del cicle.

## Música

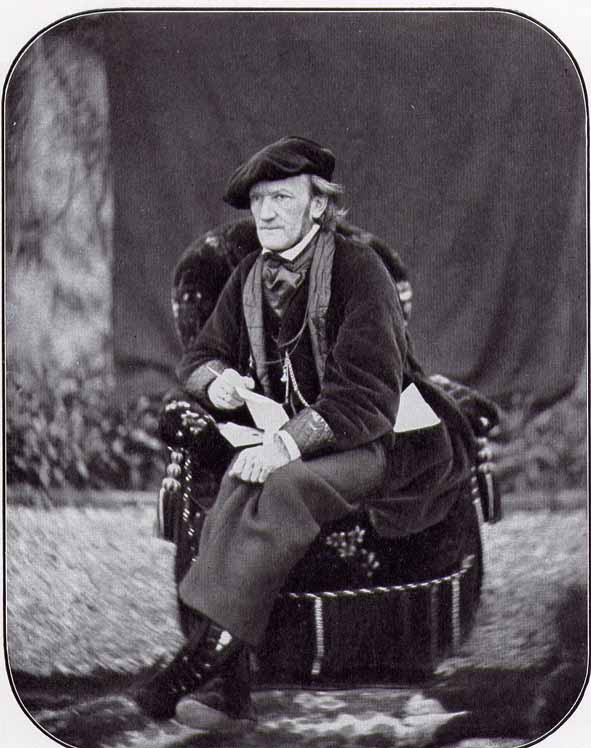
Richard Wagner a Lucerna l'any 1868

Wagner no estava satisfet amb l'estructura tradicional d'una òpera com una sèrie de diferents números o àries desconnectats. En les seues òperes prèvies havia intentat difuminar les àries dins dels discurs musical. Per a l'Anell va decidir adoptar un estil de melodia contínua, amb el qual cadascuna de les quatre òperes seria una peça musical sencera. En el seu assaig Opera und Drama (Òpera i Drama) (1852) descriu la manera en què la poesia, la música i les arts plàstiques han de combinar-se per a formar el que ell va anomenar L'obra d'art del futur. Va anomenar aquestes obres d'art drames musicals, i amb posterioritat rarament va referir-se a elles com a "òperes".
Con un nou fonament per als seus drames musicals, Wagner va adoptar l'ús del que va anomenar Grundthemen, o "temes base", tot i que habitualment i generalment s'utilitza el terme de leitmotiv. Es tracta de melodies o progressions harmòniques recurrents, de vegades en una tonalitat particular i sovint amb una orquestració característica. Els leitmotifs denoten una acció, objecte, emoció, personatge o altre subjecte mencionat en el text o presentat en escena. Wagner els va qualificar a Opera und Drama com "guies dels sentiments", i hi va descriure com havien de ser utilitzats per a informar l'oient d'una obra musical o dramàtica de l'acció, d'igual manera que els Cors grecs ho feien en els drames de l'antiguitat grega. Tot i que altres compositors havien usat el leitmotiv abans que Wagner, l'Anell és únic en l'extensa manera en què aquests són utilitzats, i en l'enginy de la seua combinació i desenvolupament.
Qualsevol subjecte important en L'Anell està acompanyat pel seu leitmotiv; i hi ha llargs fragments musicals construïts exclusivament sobre aquells. Un dels exemples pot trobar-se a Gotterdammerung: el viatge de Sigfrid pel Rin es descriu inicialment mitjançant una rapsòdia sobre el tema de Sigfrid que s'entremescla amb el tema del Rin, i finalment amb els motius relacionals amb el palau dels Gibichungs. Hi ha dotzenes de motius individuals disseminats al llarg de L'Anell. Sovint apareixen com a introducció a l'aparició en escena del personatge a què al·ludeixen, o com a referència directa en el text, o perquè subtilment són referits pel text. Molts d'ells apareixen en diverses de les quatre òperes del cicle, i alguns fins i tot en les quatre. De vegades, com en el cas de l'ocell del bosc, un conjunt de motius està associat amb un únic personatge.
A mesura que el cicle progressa, i especialment des del tercer acte de Siegfried, els leitmotifs es presenten en combinacions cada vegada més sofisticades. Wagner també va utilitzar la tècnica del seu sogre Franz Liszt de "metamorfosi de temes" per a efectuar un desenvolupament dinàmic d'alguns dels leitmotifs vers formes molt diferents de l'original. Un clar exemple té lloc en la transició entre la primera i segona escena de Das Rheingold, en la qual el tema musical associat amb l'anell, acabat de forjar, es transforma en el tema del Valhalla, el nou palau de Wotan, el lloc des del qual ell, com a cap dels déus, pot imposar la seua llei en el món, escrita sobre la seua llança. Així es fa una relació, no explícita en el llibret però evident per a l'oient, entre l'anell i el Valhalla (que serà destruït al mateix temps que l'anell), i així la càrrega argumental en aquest punt és completament musical. El resultat més important d'aquesta mena de tècniques és l'establiment d'una xarxa infinitament complexa d'associacions músico-conceptuals, que avui dia encara continua proporcionant material per a la discussió.
Alguns aspectes del sistema de leitmotiv han atret la crítica per la seua excessiva obvietat, sent una queixa general que Wagner componia musica no-musical. Diversos crítics, com Theodor Adorno en el seu assaig A la recerca de Wagner, han especulat que el mateix Wagner no sabia com acabar el cicle, i simplement va ficar junts uns pocs motius obvis. Adorno reivindicà que els compassos finals de l'Anell (l'anomenat motiu de la Redempció a través de l'Amor) van ser usats només perquè eren els que millor sonaven. George Bernard Shaw va rebutjar aquest motiu dient "l'efusiu efecte, que és la seua única qualitat, s'ateny de manera tan vulgar que ben bé pot ser qualificat com la frase més trompetera de la tetralogia sencera".
Els avanços en l'orquestració i tonalitat que Wagner va aconseguir amb aquesta obra són de cabdal importància en la història de la música occidental. Va compondre per a una orquestra molt gran, amb una paleta de disset famílies instrumentals usades individualment o en combinacions per a expressar el gran ventall d'emocions i esdeveniments del drama. Fins i tot Wagner va anar més lluny, encarregant la producció de nous instruments, incloent-hi la tuba wagneriana, inventada per a omplir un interval trobat entre les qualitats tonals de la trompa i el trombó, així com variacions d'instruments existents, com la trompeta baix i el trombó contrabaix amb doble projecció.
A més, Wagner va afeblir la tonalitat tradicional en tot L'Anell, especialment des del tercer acte de Siegfried endavant, de manera que la música no pot considerar-se inclosa en les tradicionals tonalitats, sinó en àrees tonals, cadascuna de les quals llisca sobre la següent. Aquesta fluïdesa va evitar l'equivalent musical dels interludis o períodes, i va ser una part substancial de l'estil que va permetre Wagner construir les seues enormes estructures musicals - Das Rheingold és una obra ininterrompuda de dues hores i mitja de durada. La indeterminació tonal està incrementada per la gran llibertat amb què va usar la dissonància. Els acords simples majors o menors són inhabituals en l'Anell, i és sovint considerada aquesta obra junt a Tristan und Isolde (Tristany i Isolda) com una de les fites en el camí cap al revolucionari trencament del concepte de tonalitat realitzat per Arnold Schönberg, i el seu rebuig de la consonància com un principi bàsic de l'organització musical.

## Personatges
- Els déus

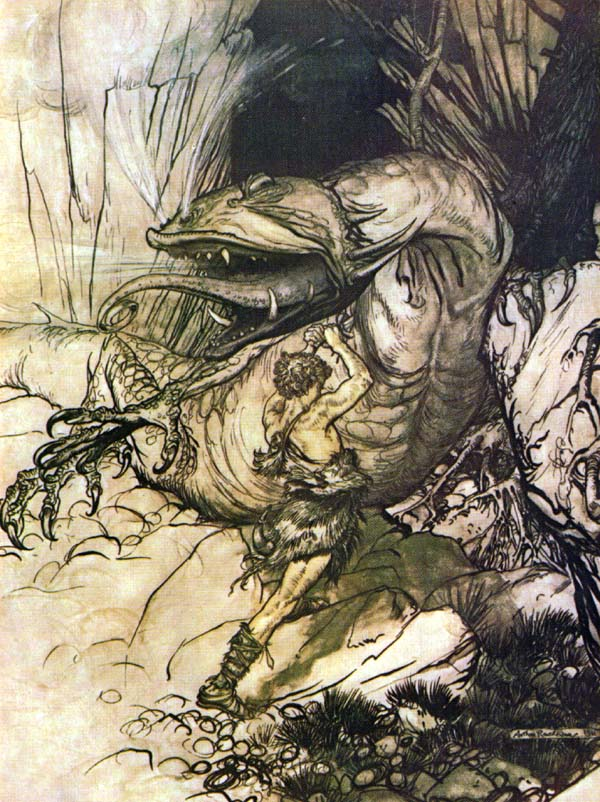
Sigfrid lluita contra el drac Fafner il·lustració d'Arthur Rackham

  - Wotan, Rei dels déus i déu de la llum, de l'aire i del vent (baix-baríton)
  - Fricka, Esposa de Wotan, deessa del matrimoni (mezzosoprano)
  - Freia, Germana de Fricka, deessa de l'amor i la joventut (soprano)
  - Donner, Germà de Fricka, déu del tro (baríton)
  - Froh, Germà de Fricka, déu de la primavera, de l'arc de sant martí i de la felicitat (tenor)
  - Erda, Deessa de la saviesa i de la terra (contralt)
  - Loge, semidéu del foc (tenor a Das Rheingold, representat musicalment a la resta)
  - Les Nornes, les teixidores del destí, filles d'Erda cada una representa un tipus de temps (passat, contralt; present, mezzosoprano i futur, soprano)
- Els Wälsungs, descendents de Wotan (disfressat de Wälse) i d'una dona mortal
  - Siegmund (tenor)
  - Sieglinde, la seua germana bessona (soprano)
  - Siegfried, fill de Sigmund i Sieglinde (tenor)
- Les Valquíries, donzelles guerreres, filles de Wotan i Erda
  - Brünnhilde (soprano)
  - Waltraute (mezzosoprano)
  - Helmwige (soprano)
  - Gerhilde (soprano)
  - Siegrune (mezzosoprano)
  - Schwertleite (mezzosoprano)
  - Ortlinde (soprano)
  - Grimgerde (mezzosoprano)
  - Rossweisse (mezzosoprano)
- Les filles del Rin
  - Woglinde (soprano)
  - Wellgunde (soprano)
  - Flosshilde (contralto)
- Gegants
  - Fasolt (baix-baríton)
  - Fafner, el seu germà, després convertit en drac (baix)
- Nibelungs
  - Alberich (baríton)
  - Mime, el seu germà i pare adoptiu de Sigfrid (tenor)
- Mortals
  - Gunther, Rei dels Gibichungs, fill del rei Gibich i de la reina Grimhilde (baríton)
  - Gutrune, la seua germana (soprano)
  - Hagen, el seu mig-germà, fill d'Alberich i la reina Grimhilde (baix)
  - Hunding, Espòs de Sieglinde, cap dels Neidings (baix)
- Veu de l'ocell del bosc (veu blanca / soprano)

### Orquestració

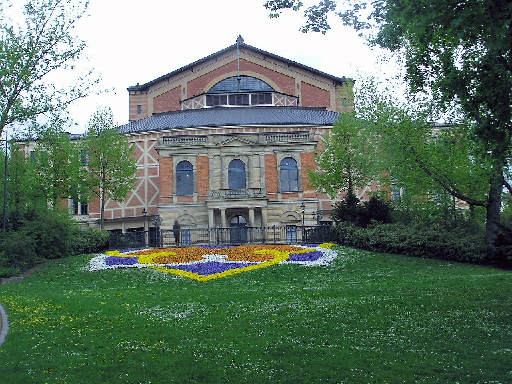
Bayreuth Festpielhaus

Wagner va compondre l'Anell per a una orquestra extraordinàriament gran, però va especificar exactament el nombre d'instruments que havien d'interpretar cada part. En la corda hi ha 16 violins primers i 16 segons, 12 violes, 12 violoncels i 12 contrabaixos. Els instruments de fusta inclouen flautes i un piccolo, 3 oboès i 1 corn anglès, 3 clarinets i 1 clarinet baix, i 3 fagots (amb la recomanació que poden ser utilitzats contrafagots si els fagots disponibles no poden tocar el La més baix, de vegades requerit). La secció de vent-metall conté 8 trompes, quatre d'elles doblant en 2 Si bemoll tenor i 2 tubes wagnerianes Fa baix, 3 trompetes i 1 trompeta baix així com 3 trombons contrabaix (doblant en un trombó baix) i 1 tuba contrabaix. La secció de percussió conté 2 parells de timbals, un triangle, un parell de plats, una caixa i un carilló o glockenspiel. L'orquestra es completa amb 6 arpes. En diverses seccions es fa servir una màquina de trons, 18 encluses, i diverses stierhorns.

## Història del Cicle de l'Anell

### Redacció del text
L'estiu de 1848 Wagner va escriure El mite del Nibelung com a esbós d'un drama, combinant les fonts medievals adés al·ludides en un únic argument, molt similar al del cicle de l'Anell, però no obstant amb diferències substancials. A finals d'aquest any va començar a escriure un llibret titulat Siegfrieds Tod ("La mort de Sigfrid"). També el van encoratjar una sèrie d'articles apareguts al Neue Zeitschrift für Musik, invitant als compositors a escriure una "òpera nacional" basada en el Nibelungenlied, un poema alt-alemany del segle xii que havia estat considerat pels romàntics alemanys com el poema èpic nacional alemany. Siegfrieds Tod tractava sobre la mort de Sigfrid, la figura heroica central del Nibelungenlied.
Al voltant de 1850, Wagner havia conclòs un esbós musical (que després va abandonar) per a Siegfrieds Tod. Ara sentia que calia una òpera preliminar, Der junge Siegfried ("El jove Sigfrid", després reanomenada simplement "Siegfried"), amb l'objectiu d'explicar els antecedents de Siegfrieds Tod. L'esbós en vers de Der junge Siegfried va ser conclòs el maig de 1851. Al voltant de l'octubre ja havia pres la impulsiva decisió d'embarcar-se en un cicle de quatre òperes, per a ser representades en quatre vetlades: Das Rheingold, Die Walküre, Der Junge Siegfried i Siegfrieds Tod.
El text de totes quatre va ser conclòs el desembre de 1852, i va ser publicat privadament el febrer de 1853.

### Composició de la música
El novembre de 1853, Wagner va començar la composició de Das Rheingold. A diferència dels versos, que havien estat escrits en l'ordre invers, la música va ser composta en el mateix ordre que la narració. La composició es va estendre fins a l'any 1857, quan la versió definitiva de la partitura del final de l'Acte II de Siegfried va ser conclosa. Aleshores, Wagner va deixar de banda el treball durant dotze anys, en els quals va compondre Tristan und Isolde i Die Meistersinger von Nürnberg.
Al voltant de 1869, Wagner residia a Tribschen al Llac de Lucerna, amb el mecenatge del rei Lluís II de Baviera. En aquest punt, va retornar sobre Siegfried, i, remarcablement, va ser capaç de continuar en el punt on hi havia abandonat. A l'octubre, va concloure la darrera òpera, Götterdämmerung, que va ser el nom definitiu de Siegfried's Tod, atès que els déus eren destruïts (d'acord amb la nova versió pessimista del cicle), en lloc de ser redimits (segons havia planejat en l'original final optimista). Aquests canvis, junt a la decisió de representar els esdeveniments de Die Walküre i Das Rheingold, que en un primer moment havia pensat que serien només referències en les altres dues òperes, van resultar en una sèrie de discrepàncies impossibles de reconciliar, però que tot plegat no desmereixen el valor del cicle. S'ha assenyalat, per exemple com tots els posseïdors de l'anell acaben perdent-lo, malgrat l'immens poder que els proporciona. Tampoc queda clar per què els déus són destruïts justament en el moment en què l'anell torna al Rin.

## Representacions

### Primeres produccions
Davant la insistència del rei Lluís, i malgrat les objeccions de Wagner, es van realitzar unes "estrenes especials" de Das Rheingold i Die Walküre al Teatre Nacional de Múnic, abans que la resta de l'Anell. Així, Das Rheingold va ser estrenada el 22 de setembre de 1869, i Die Walküre el 26 de juny de 1870. A conseqüència d'això, Wagner va retardar l'anunci de la conclusió de Siegfried amb l'objectiu de prevenir que l'estrena d'aquesta òpera fos avançada, en contra dels seus desitjos.
Wagner havia desitjat durant molt de temps disposar d'un teatre de festivals, dissenyat per ell mateix, per a les representacions de l'Anell. L'any 1871 va decidir construir-lo a la ciutat bavaresa de Bayreuth. L'any 1872, s'hi va traslladar i hi va posar la primera pedra. Passaria els següents dos anys tractant d'aconseguir finançament per a la construcció, amb poc d'èxit; però finalment el rei Lluís va rescatar el projecte l'any 1874 amb la donació dels fons necessaris. El Bayreuth Festspielhaus (Palau de Festivals de Bayreuth) va obrir les portes l'any 1876 amb la primera representació completa de L'Anell del Nibelung, que va tenir lloc des del 13 al 17 d'agost.

### Produccions contemporànies notables
El cicle complet es representa quasi tots els anys al Festival de Bayreuth: l'estrena de cada nova producció és un esdeveniment social al que acudeixen les persones més importants i populars com ara polítics, actors, músics i esportistes. Les localitats són molt difícils d'aconseguir i sovint es reserven amb una bestreta d'anys.
L'Anell és un dels majors reptes per a qualsevol teatre d'òpera: posar en escena quatre òperes encadenades requereix un enorme esforç artístic i econòmic. En la major part dels teatres d'òpera, la producció d'un nou Anell sol estendre's durant diversos anys, afegint una o dues òperes del cicle cada any. Bayreuth és especial en el sentit que cada nova producció de l'Anell té lloc en la mateixa temporada. El cicle de l'Anell ha estat posat en escena de molt diverses maneres. Les produccions primerenques s'assemblaven molt a la producció original del Festival de Bayreuth. Després del tancament del Festspielhaus durant la Segona Guerra Mundial, la dècada del 1950 va veure les produccions dels nets de Richard Wagner, Wieland i Wolfgang Wagner, que van emfatitzar els aspectes humans del drama amb una escenografia més abstracta. Entre les interpretacions modernes més cèlebres cal destacar la del centenari, l'any 1976, amb direcció escènica de Patrice Chéreau i direcció musical de Pierre Boulez. Ambientada en la revolució industrial, substituïa les profunditats del Rin per una central hidro-elèctrica i canviava les esparracades vestimentes dels homes i els déus per immaculats vestits de negocis. Les primeres representacions van ser escridassades, però aquella producció es considera avui dia com revolucionària. Les produccions de l'Anell poden classificar-se en dues categories: aquelles que intenten mantenir-se fidels al disseny escènic original de Wagner, i aquelles que intenten reinterpretar l'Anell per a les audiències modernes, sovint afegint decorats o acció que Wagner podria no reconèixer. La producció de Peter Hall, amb direcció musical de Georg Solti a Bayreuth l'any 1983 és un exemple de la primera concepció, mentre que la producció de Richard Jones a la Royal Opera House Covent Garden els anys 1994–1996, amb direcció musical de Bernard Haitink, és un exemple de la segona.

## Enregistraments fonogràfics del cicle complet
El cicle de l'Anell complet ha estat representat molt sovint, però hi existeixen relativament pocs enregistaments comercials complets, probablement degut a consideracions financeres. Les quatre òperes juntes tenen una durada global de prop de 14 hores, que fan un bon grapat de discs, cintes, o CDs, i de temps d'estudi de gravació. Per aquest motiu, la majoria dels enregistraments complets són resultat de gravació "no oficial" de representacions en viu, particularment de les del Festival de Bayreuth, que sempre han estat retransmeses per la ràdio alemanya. Aquests enregistraments, especialment els fets en monoaural, poden tenir el defecte d'una dubtosa qualitat de so, però sempre preserven una especial emoció, que no es pot donar en els enregistraments d'estudi.
Alguns dels més coneguts i apreciats enregistraments complets són:
- Wilhelm Furtwängler dirigint l'Orquestra del Teatre La Scal, 1950. Enregistrament en viu. So monoaural. [Music & Arts]
- Wilhelm Furtwängler dirigint l'Orquestra Sinfonica e Coro della Radio Italiana (Orquestra i Cor de la RAI), 1953. Enregistrament en viu. So monoaural. [EMI]
- Clemens Krauss dirigint l'Orquestra del Festival de Bayreuth, 1953. Enregistrament en viu. So monoaural. [Gala, Archipel]
- Joseph Keilberth dirigint l'Orquestra del Festival de Bayreuth, 1955. Enregistrament en viu. So estereofònic. [Testament]
- Hans Knappertsbusch dirigint l'Orquestra del Festival de Bayreuth, 1956. Enregistrament en viu. So monoaural. [Music & Arts]
- Hans Knappertsbusch dirigint l'Orquestra del Festival de Bayreuth, 1958. Enregistrament en viu. So monoaural. [Melodram]
- Georg Solti dirigint l'Orquestra Filharmònica de Viena, 1958-1965. Enregistrament en estudi. So estereofònic. [Decca/Polygram records]
- Herbert von Karajan dirigint l'Orquestra Filharmònica de Berlín, 1966-1970. Enregistrament en estudi. So estèreofonic. [Deutsche Grammophon/Polygram]
- Karl Böhm dirigint l'Orquestra del Festival de Bayreuth, 1967. Enregistrament en viu. So estereofònic. [Philips]
- Hans Swarowsky dirigint la Großes Symphonieorchester, 1968. Enregistrament en estudi. So estereofònic. Remastered in 1995). [Weltbild Verlag]
- Reginald Goodall dirigint l'English National Opera Orchestra, 1975. Enregistrament en viu. So estereofònic. Cantat en anglès, usant la traducció d'Andrew Porter. [Chandos]
- Pierre Boulez dirigint l'Orquestra del Festival de Bayreuth, 1980-1981. Enregistrament en viu. So estereofònic. [Philips]
- Marek Janowski dirigint la Staatskapelle Dresden, 1980-1983. Enregistrament en estudi. So estereofònic. [RCA]
- Wolfgang Sawallisch dirigint l'Orquestra de l'Estat de Baviera, 1989. Enregistrament en viu. So estereofònic. [EMI Classics]
- James Levine dirigint la Metropolitan Opera Orchestra, 1987-89. Enregistrament en estudi. So estèreofonic. [EMI Classics]

La versió de Solti va ser la primera enregistrada en estèreo en estudi, i continua sent popular. Se sol recomanar als primers compradors interessats a adquirir el cicle complet, i en una enquesta del programa de la BBC "CD Review", va ser votada com el millor enregistrament del Segle XX. Encara que la versió de Solti va ser la primera en estèreo i en estudi, el cicle havia estat enregistrat prèviament en estèreo i en viu per la companyia Decca en l'edició de 1955 del Festival de Bayreuth, sota la batuta de Joseph Keilberth. Descatalogat durant gairebé 50 anys, aquest cicle ha estat reeditat amb una gran acollida de la crítica.
També pot trobar-se l'Anell en produccions de video, incloent-hi:
- Pierre Boulez dirigint l'Orquestra del Festival de Bayreuth, 1980-1981. [Philips]
- James Levine dirigint la Metropolitan Opera Orquestra, 1990. [Deutsche Grammophon 073 043-9]
- Daniel Barenboim dirigint l'Orquestra del Festival de Bayreuth, 1991 - 1992 [Warner Classics]
- Bertrand de Billy dirigint l'Orquestra del Gran Teatre del Liceu, 2006 [BBC Opus Arte]

## Adaptacions
L'anell del nibelung, a causa de la mida i la seriositat, proporciona un bon terreny per a la paròdia. Una paròdia molt coneguda és el capítol de Looney Tunes' What's Opera, Doc? (Què és l'òpera, paio?) en la qual Bugs Bunny interpreta a Brünnhilde i Elmer Fudd a Sigfried.
El CD d'Anna Russell "The Ring of the Nibelungs (An Analysis)" (L'anell del nibelung: una anàlisi), no és exactament una paròdia, atès que segueix exactament l'argument i realment analitza la major part dels leitmotifs de l'Anell des d'un punt de vista seriós, tot i que de manera entretinguda. No obstant això, Russell, per a gaudi de l'audiència, para atenció en alguns dels elements més estranys de la història que solen passar desapercebuts.
Per exemple, hi ha diversos casos d'incest en l'Anell que no solen causar estranyesa entre el públic, potser en part perquè ningú té temps de fixar-s'hi. Russell resumeix clarament la paradoxa de l'idil·li entre Siegmund i Sieglinde, germans bessons fills de Wotan i una dona mortal, que van ser separats en el seu naixement i que es retroben en l'edat adulta. Com Russell indica, "S'enamoren BOJAMENT - malgrat que ella està casada amb un altre home, el que podria considerar-se immoral, i són germans - el que podria considerar-se il·legal. Però ací rau la bellesa de la gran òpera, conclou Russell triomfalment. "Pots fer qualsevol cosa, sempre que siga CANTANT!" També crida l'atenció sobre el fet que després que Siegmund i Sieglinde droguen l'espòs d'aquesta "Ho "canten"!".
El tractament que Anna Russell dona a l'Anell fa gaudir els wagnerians amb sentit de l'humor, i a l'hora pot fer servir als "no iniciats" per introduir-se d'una manera interessant en el món de l'Anell.
Ring de Cryo Interactive és un joc d'ordinador inspirat el l'Anell, que utilitza música del cicle, concretament de la popular interpretació de Georg Solti. L'artista de còmic francès Philippe Druillet també gràfics. També existeix la seqüela Ring II: Twilight of the Gods.
Der Ring des Nibelungen ha estat adaptat al còmic pel dibuixant P. Craig Russell, conegut per les seues adaptacions d'òperes al còmic. Russell ha adaptat el cicle amb un alt grau de sofisticació, creant (per exemple) paral·lels visuals als letitmotifs wagnerians amb imatges repetides.
DC comics ha produït una altra adaptació de l'Anell al còmic, creada per Roy Thomas i Gil Kane l'any 1989. No va ser el primer intent de Thomas sobre l'obra de Wagner: l'any 1980, mentre treballava a Marvel Comics, va utilitzar el material bàsic de l'Anell en els números 292 a 300 de The Mighty Thor. En la major part d'aquests números el lligam wagnerià no està reconegut. No obstant això, el número 298 (Dragon's Blood) porta en els crèdits "Basat en l'òpera Siegfried de Richard Wagner, adaptada per Roy Thomas", i el número 299 (Passions and Potions) està "Basat en l'òpera Götterdämmerung de Richard Wagner, adaptada per Roy Thomas".
El compositor i pianista Karl Klindworth feu una gran reducció per a piano d'aquesta obra.